# The Amazing Maurice
The Amazing Maurice (Las aventuras de Maurice en Latinoamérica y El asombroso Mauricio en España) es una película de comedia de fantasía animada por computadora de 2022 dirigida por Toby Genkel y codirigida por Florian Westermann a partir de un guion de Terry Rossio, basada en la novela de 2001 The Amazing Maurice and His Educated Rodents de Terry Pratchett. La película está protagonizada por Hugh Laurie, Emilia Clarke, David Thewlis, Himesh Patel, Gemma Arterton, Joe Sugg, Ariyon Bakare, Julie Atherton, Rob Brydon, Hugh Bonneville y David Tennant. La historia sigue a Maurice, un gato pelirrojo astuto que se hace amigo de un grupo de ratas parlantes al idear una estafa para ganar dinero.
En junio de 2019 se anunció una adaptación cinematográfica animada de la novela de Pratchett, con Rossio escribiendo el guion. La mayoría de los miembros principales del elenco fueron contratados en noviembre de 2020, y se agregó un elenco adicional en mayo de 2021. La animación estuvo a cargo de Studio Rakete y Red Star 3D. 
The Amazing Maurice tuvo su estreno en el Festival de Animación de Manchester el 13 de noviembre de 2022 y fue estrenada en el Reino Unido el 16 de diciembre por Sky Cinema. Fue estrenada el 3 de febrero de 2023 por Viva Pictures en los Estados Unidos. La película recibió reseñas generalmente positivas de los críticos.

## Reparto de voces
- Hugh Laurie como Maurice
- Emilia Clarke como Malicia
- David Thewlis como  Boss Man
- Himesh Patel como Keith
- Gemma Arterton como Peaches
- Hugh Bonneville como  The Mayor
- David Tennant como Dangerous Beans
- Rob Brydon como The Pied Piper
- Julie Atherton como Nourishing
- Joe Sugg como  Sardines

## Producción
En junio de 2019 se anunció la adaptación de la novela de Terry Pratchett en una película de animación. Además, se afirma que Terry Rossio será el guionista, Carter Goodrich el diseñador conceptual de personajes, Toby Genkel el director de la película, y Julia Stuart de SKY, Rob Wilkins de Narrativia, Emely Christians, Robert Chandler y Andrew Baker como productores. En octubre de 2019 comenzaron las ventas de la película y se dieron a conocer obras de arte de la producción. En noviembre de 2020 se anunció el reparto de voces formado por Hugh Laurie, Emilia Clarke, David Thewlis, Himesh Patel, Gemma Arterton y Hugh Bonneville. David Tennant, Rob Brydon, Julie Atherton y Joe Sugg se incorporaron al reparto de voces en mayo de 2021.

### Música
El 6 de abril de 2021 se anunció que Tom Howe compondría la banda sonora de la película.

## Estreno
The Amazing Maurice se estrenó en el Festival de Animación de Mánchester el 13 de noviembre de 2022 y en el Reino Unido el 16 de diciembre a través de Sky Cinema. En Estados Unidos, Viva Pictures la estrenará el 3 de febrero de 2023, tras retrasar su estreno previsto para el 13 de enero de 2023. Se estrenó en Estados Unidos en el Festival de Sundance de 2023.